# Museo Espacio
El Museo Espacio (Acrónimo: ME) es un museo de arte contemporáneo de exposiciones temporales ubicado en el antiguo taller de carpintería del complejo ferrocarrilero Tres Centuria en la ciudad de Aguascalientes, México. El museo fue concebido para preservar el patrimonio arquitectónico e histórico del ferrocarril en Aguascalientes y acercar al público a las diferentes expresiones artísticas contemporáneas, mediante exposiciones, exhibiciones, seminarios, proyectos artísticos y actividades que permitan un mejor vínculo con el arte a través de la interacción. El museo se ha caracterizado por exponer artistas de talla internacional como: Daniel Buren, Yishai Jusidman, Jannis Kounellis, Javier Marín, entre otros.

## Historia
El museo fue inaugurado el 29 de enero de 2016 por el exgobernador Carlos Lozano de la Torre y el exsecretario de Cultura Rafael Tovar y de Teresa y superó una inversión de 850 millones de pesos.
El museo fue inaugurado en 2016, con un simposio titulado El drama de la forma y la exposición Relámpagos sobre México, del artista Jannis Kounellis.

## Características
El Museo Espacio forma parte del Complejo Ferrocarrilero Tres Centurias , un complejo ubicado en los antiguos talleres de ferrocarril del estado de Aguascalientes y se encuentra específicamente en los edificios 53 y 56 que anteriormente funcionaban como taller de carpintería mecánica.
El museo cuenta en su interior con: Una sala de 4,000m2 para exposiciones temporales -que puede ser dividida según las necesidades del museo-, dos pasillos, oficinas, una sala de lectura, un vestíbulo, el Taller de Conservación y Restauración del Patrimonio Mueble de Aguascalientes, una bóveda y una cafetería.

## Exposiciones
| Fecha de inicio           | Nombre de la exposición      | Artista                  |
| ------------------------- | ---------------------------- | ------------------------ |
| Enero - junio de 2016     | Relámpagos sobre México      | Jannis Kounellis         |
| Julio - octubre de 2016   | Como un juego de niño        | Daniel Buren             |
| Noviembre - abril de 2017 | Wirikuta (Mexican Time Slip) | Colectiva                |
| Junio - noviembre de 2017 | Azul de Prusia               | Yishai Jusidman          |
| Noviembre - mayo de 2018  | Akaso                        | Colectiva                |
| Julio - febrero de 2019   | Claroscuro                   | Javier Marín             |
| Abril - octubre de 2019   | Reverberaciones              | Colectiva                |
| Diciembre - enero de 2021 | Anillos Concéntricos         | Colectiva                |
| Septiembre de 2021        | La imagen puede contener     | Ismael Rodríguez         |
| 28 de julio de 2022       | Multitud en Renta            | Yoshua Okón, Juan Obando |
| 28 de julio de 2022       | Kinderwunsch                 | Ana Casas Broda          |